# Antônio Nunes da Cunha
Antônio Nunes da Cunha (? —?) foi um político brasileiro.
Foi presidente da província de Mato Grosso, de 31 de maio a 27 de setembro de 1848.